# Martin Nahtigal
Martin Nahtigal je slovenski diplomirani zgodovinar in filozof z magisterijem iz filozofije. Dolga leta je deloval v nevladnem sektorju preden se je pričel ukvarjati z novinarstvom in publicistiko. Je reden komentator slovenske politične krajine.
Življenje
Martin Nahtigal je bil rojen 2. 2. 1991 v Ljubljani. Obiskoval je Osnovno šolo Oskarja Kovačiča in kasneje Škofijsko klasično gimnazijo.
Študiral je filozofijo in zgodovino na ljubljanski Filozofski fakulteti. Je diplomirani zgodovinar in filozof, ter magister filozofije.
Trenutno je doktorand na Fakulteti za družbene vede na področju diplomacije, kjer raziskuje pomen in ustroj tihe diplomacije ter njen vpliv na meddržavne odnose.
Profesionalno življenje
Martin Nahtigal je začel svojo profesionalno pot na CNVOS-u, krovni mreži nevladnih organizacij, kjer je bil med drugim odgovoren tudi za pripravo sejma nevladnih organizacij LUPA. 
Po tem je deloval v več nevladnih organizacij. Predvsem pa je njegovo pot zaznamovalo petletno delovanje v Društvu Skupnost katoliške mladine. Javno najbolj znano njegovo delovanje je bilo v sklopu dogodka Stična mladih, kjer je bil predlagatelj povabila predsedniku Pahorju za prvi obisk predsednika države na dogodku za več tisoč mladih katoličanov. Udeležba predsednika države je sedaj postala tradicionalna praksa, ki jo nadaljuje tudi aktualna predsednica. 
Svoje delo v nevladnem sektorju je zaključil na mestu generalnega sekretarja Mladinskega sveta Slovenije. 
V času 14. vlada Republike Slovenije, ki jo je vodil Janez Janša, je bil nekaj časa vodja kabineta ministrice brez listnice Helena Jaklitsch, ki je bila ministrica za področje odnosov med RS in avtohtono slovensko narodno skupnostjo v sosednjih državah ter med RS in Slovenci po svetu.
V času drugega slovenskega predsedovanja Svetu EU je bil zadolžen za vodenje digitalnega komuniciranja Slovenije. Tako je bil kot diplomat del ekipe za odnose z javnostmi na Stalnem predstavništvu Republike Slovenije v Bruslju med 2021 in 2022.
Redno je avtor kolumn in komentarjev za številne slovenske časnike, kjer je prednjačil portal Domovina.je, kjer je bil več let tudi namestnik odgovornega urednika. S portalom Domovina.je je sodeloval vrsto let. Najprej kot kolumnist in kasneje kot namestnik odgovornega urednika Roka Čakša. Po odhodu Čakša je za kratek čas prevzel mesto odgovornega urednika. 
Svojo profesionalno pot je nadaljeval na Televizija Slovenija, kjer je preko javnega razpisa postal urednik informativne oddaje Odmevi. Kasneje pa je postal urednik notranje politične redakcije. Z RTV je odšel zaradi kombinacije dejavnikov, eden izmed njih je bil politični pritisk znotraj RTV na drugače misleče.
Z RTV-ja je odšel nazaj na Domovino, kjer je po odhodu Čakša za kratek čas prevzel mesto odgovornega urednika. Zaradi nestrinjanja z vodenjem medija se je odločil za odstop. Njegovo mesto je kot vršilec dolžnosti zasedel direktor medija Mitja Štular. 
Trenutno sodeluje z več medijskimi hišami, kjer opravlja uredniške vloge. Prisoten je tako na Planet TV kot urednik informativnih oddaj. Obenem pa je odgovorni urednik Slovenskega časa, časnika za politiko in kulturo, ki ga izdaja Družina d.o.o. 
Poleg tega je Nahtigal reden komentator slovenske politične krajine, kjer slovi sicer kot konservativni komentator z izrednim čutom za samorefleksijo tudi politike podobnih vrednot. Tako je bil v preteklosti reden gost tako Studia City, kot tudi Odmevov ter večernih informativnih oddaj vseh programov nacionalne televizije. Je tudi občasni gost Radia Ognjišče in oddaje Ura moči.

Martin Nahtigal je tudi del uredniškega odbora revije Tretji dan, ki je krščanska revija za duhovnost in kulturo, ki jo je izdajal Medškofijski odbor za mladino, založnik pa je bilo društvo SKAM - Skupnost katoliške mladine. Pod tem imenom je izhajala od leta 1984, ko se je na predlog Lojzeta Peterleta v Tretji dan preimenoval dotedanji Bilten študentskih verskih skupin, ki je izhajal od leta 1971. Iz preproste razmnoženine, ki je prinašala pretežno obvestila o dogodkih, povezanih s študentsko pastoralo v Ljubljani, se je razvila ena najuglednejših in najbolj razširjenih humanističnih revij na Slovenskem.
Dela
Njegovo diplomsko delo z naslovom Kako iz denarja nastane denar, ki ga je napisal leta 2015, govori o razvoju trgovine v srednjem veku in odnosu do lastništva nad časom s posledicami za današnji čas. V diplomskem delu je raziskoval teološko in filozofsko upravičenje posojanja denarja na obresti, ki je temelj razvoja bančništva ter posledično kapitalističnega sistema.
V svojem magistrskem delu z naslovom Ideološki okvir družbe : Sloterdijkova jovialna filozofija, se prvenstveno ukvarja s kritiko ciničnega uma, raziskuje družbene implikacije cinizma ter se sprašuje o tem, kaj lahko človeka premakne iz pozicije ciničnega opazovalca v gibalca upanja. V magistrskem delu se osredotoča na dela Petra Sloterdijka. Avtor v svojem magistrskem delu raziskuje cinizem in njegove družbene implikacije. Predstavi različne tokove in njihove vrednostne posledice. Raziskuje izvor ter odziv cinizma na sedanje razmere. Opiše nekatere moderne politične teorije ter njihov doprinos k vrednostnim idealom ter politično-družbeni realnosti. Nadalje usmeri svoje raziskovanje k posamezniku in njegovemu dojemanju sveta ter omejitev in karakteristik s katerimi je obdan skozi svoja občutenja in čustva. Za izhod iz cikla, v katerem se je po njegovem mnenju znašla sodobna družba, išče odgovor v osebnosti kot idealu ter raziskuje, kaj bi to pomenilo za posameznika. Civilizacija razpeta med mnoštvo mnenj in idej, civilizacija brez krmila in mornarji brez kompasa. Kaj lahko posameznik stori v tem okolju? Kaj je tisto, kar ga spremeni iz ciničnega opazovalca v gibalca upanja. V realista, ki se zaveda svojega položaja v družbi, državi in času.
Drugo
Bil je debater in prejemnik državnega priznanja za filozoski esej s področja politične filozofije. Več let je mentoriral debatno ekipo Škofijske klasične gimnazije, ki je v njegovem času dosegala odlične rezultate. 

Je tudi član Malteške pomoči. 